# Вымышленные языки
Вы́мышленные языки́ (артланги, фикциональные языки) — не используемые в реальности языки, являющиеся частью вымышленных вселенных. В зависимости от степени проработанности могут относиться к полноценным искусственным языкам или наброскам языков, иногда характеризуемым как жаргоны.
В литературных и кинопроизведениях могут играть мирообразующую или сюжетообразующую роль — либо служить дополнительной характеристикой персонажей.

## Назначение
На вымышленных языках могут говорить вымышленные существа и народы, населяющие вымышленные страны в произведениях литературной и кинофантастики. Иногда вымышленные языки конструируются для компьютерных игр, как например симлиш в The Sims, или для игрушек, как «фёрбиш» (англ. Furbish) — родной язык роботизированной игрушки Furby.
К вымышленным языкам также относят созданные энтузиастами-любителями искусственные «персональные языки», не претендующие на роль универсального вспомогательного языка и не являющиеся воплощением какой-либо глубокой лингво-философской идеи, но просто являющиеся результатом творческого самовыражения авторов (в интернете существуют целые сообщества конструкторов языков или конлангеров).
Вымышленные языки часто стараются выразить необычную картину мира и способ мышления. Для вымышленных языков характерно смещение центра тяжести с коммутативной функции на поэтическую.

## Проработанность и популярность
Одни вымышленные языки отличаются от других степенью проработанности. Часто для целей фантастики достаточно придумать несколько слов (и, вероятно, правила образования множественного числа).
Идеолог интернет-движения конлангеров Дж. Хеннинг классифицирует такие языки как жаргоны. В частности, к ним относятся в фантастике «языки имён собственных», созданные, чтобы давать имена персонажам или географическим объектам.
Одними из самых разработанных вымышленных языков являются языки, придуманные Толкином для Легендариума Средиземья. Подобная проработка делает некоторые из вымышленных языков полноценными искусственными языками.
Лингвистические эксперименты Толкина дали старт современному увлечению языкотворчеством. Хотя последней серьёзной попыткой предложить миру универсальный искусственный язык международного общения был созданный в конце 80-х годов XX века ложбан, интерес к конструированию языков в 90-х и нулевых не только не был потерян, но и заметно вырос.

## Некоторые известные проработанные артланги
Не все вымышленные языки одинаково популярны. Если одни функционируют или упоминаются только в рамках тех художественных произведений, где они описаны, то другие выходят за эти рамки, обретая свою собственную жизнь.

### Вымышленные языки Толкина
Джон Рональд Руэл Толкин создал и описал в своих произведениях несколько языков (в том числе эльфийские языки квенья и синдарин), ставшие одними из самых популярных и значимых. Для работ Толкина характерна тщательная проработка лингвистических деталей, что сделало возможным составление словарей и учебников как минимум по языку квенья. Он разрабатывал для своих языков не только грамматику, фонетику и письменность, но и историю их развития.

### Клингонский язык
Лингвист Марк Окранд для телесериала «Звёздный путь» разработал клингонский язык и два вида письменности для него. Клингонский характерен сложной фонетикой. Этот язык стал одним из самых известных и используемых артлангов после придуманных Толкином: вокруг клингонского языка существует большое сообщество поклонников, на него переводят книги, язык поддерживается в системе автоматического перевода Bing.

### На’ви
Другим известным артлангом является язык на’ви, созданный лингвистом Полом Фроммером для фильма Джеймса Кэмерона «Аватар». Грамматика на’ви имеет целый ряд особенностей, в частности, трёхчастную конструкцию предложения и тройственное число.

### Языки «Игры престолов»
В серии романов Джорджа Мартина «Песнь льда и огня» фигурирует ряд вымышленных языков. Для экранизации эпопеи, сериала «Игра престолов», Дэвид Петерсон разработал несколько языков, в том числе дотракийский язык и семейство валирийских языков. Языки обладают подробно проработанной грамматикой и фонетикой.

### D’ni
В мире серии компьютерных игр Myst имеется цивилизация D’ni, пользовавшаяся собственным языком. Вокруг создателя языка D’ni Ричарда Ватсона сложилось сообщество поклонников языка, которые занимаются его исследованием и одновременно дальнейшим развитием.

### Новояз
Джордж Оруэлл для своего романа «1984» придумал новояз. По сюжету язык создан с целью контроля над политической жизнью общества. Грамматика новояза очень проста: любое слово может использоваться как существительное, глагол, прилагательное и наречие. Примечательна лексика новояза, сконструированная так, чтобы в принципе исключить возможность выразить на этом языке идеи, нежелательные для правящего режима.

### Хорукор и птидепе
Для своей пьесы 1965 года «Меморандум» Вацлав Гавел при помощи своего брата Ивана, специалиста в области компьютерных наук, придумал два вымышленных языка: птидепе и хорукор. Цель создания птидепе, согласно сюжету пьесы, состоит в том, чтобы избежать недопониманий, поэтому абсолютно все слова в этом языке сильно отличаются друг от друга. В хорукоре, напротив, чем более похожие понятия выражают слова, тем больше и сами слова похожи друг на друга.

### Мандо’а
Карен Тревисс для своего романа «Республиканские коммандос: огневой контакт», который является частью расширенной вселенной «Звездных войн», разработала специальный язык группы существ, которых называют мандалорцами. Примеры слов на русском: вор’э — спасибо; адиик — ребенок от 3 до 13 лет; кандосии — замечательно; бес’лаар — музыка; алиит — семья; ка’рта — сердце. Словарь, включающий различные слова и фразы, находится на последних страницах книги Тревисс «Republic Commando: Triple Zero», а также в «Star Wars Insider 86».

### Иллитанский язык
Иллитанский язык (англ. Illitan) разработала профессиональный лингвист доктор Алисон Лонг из Килского университета специально для четырёхсерийного телефильма 2018 года «Город и город» по роману Чайны Мьевиля. Это язык Уль-Комы, одного из двух городов, в которых происходит действие фильма. Доктор Лонг придумала грамматику, словарь (около 1800 слов), произношение и письменность на основе грузинского алфавита. Таким образом, её иллитанский является не бутафорским, а вполне пригодным для настоящего общения языком. Прорабатывая особенности языка, Алисон Лонг опиралась на его описание, данное Мьевилем в романе. Правда, у Мьевиля в Уль-Коме «с недавних пор используют латинский алфавит» вместо «странной и прекрасной иллитанской каллиграфии справа налево», но создатели фильма хотели ярче подчеркнуть различия между городами. Второй язык фильма (и романа) — бешельский — не удостоился столь глубокой проработки. Персонажи фильма говорят по-английски, бешельские тексты написаны тоже по-английски с вкраплениями кириллических букв и диакритических знаков, характерных для западно-славянских языков.

## Роль в литературе

### Язык как мирообразующий элемент
Вымышленные языки могут играть немаловажную роль в фантастических произведениях, где большое внимание уделяется описанию вымышленной вселенной. Их целью, как минимум, является создание соответствующего антуража, они углубляют понимание читателем или зрителем особенностей этого мира, придавая им дополнительную достоверность. Язык — мощный элемент построения вымышленных миров, позволяющий давать собственные имена для их природных и социальных реалий, создавать элементы их духовной культуры.
Понятия вымышленных языков, отсутствующие в привычном для нас языке, или отличия в роли этих понятий в общей понятийной структуре такого языка подчёркивают отличия вымышленного мира от обыденной реальности. Подобное отличие заложено, к примеру, в самом названии романа Урсулы Ле Гуин «Слово для леса и мира одно». Таким образом язык в фантастическом произведении может иметь роль мирообразующего элемента.

### Язык как характеристика персонажа
Язык, на котором говорит некий персонаж, может тем или иным образом характеризовать именно этого персонажа (особенно если он является единственным носителем этого языка в произведении). Разница и сходство между языками персонажей также может быть источником тех или иных сюжетных коллизий.

### Язык как сюжетообразующий элемент
Какие-то необычные особенности таких языков могут быть для произведений, где они вводятся, сюжетообразующим элементом. Порой можно сказать, что вымышленный язык является своего рода персонажем таких книг.
Наиболее известным примером такого рода является роман (и одноимённый язык) Сэмюэля Дилэни «Вавилон-17». В качестве другого примера можно назвать язык гептаподов из повести Теда Чана «История твоей жизни». В обоих примерах язык принципиально изменяет мышление своего носителя: в романе Дилэни этот язык был разработан как оружие диверсии, а у Чана — язык связан с принципиально иным восприятием пришельцами времени. Подобным же свойством обладает и новояз Оруэлла, но в отличие от вышеназванных, он не является для романа «1984» сюжетообразующим, его изъятие сильно бы обеднило книгу, но не лишило бы её смысла.
Такая роль вымышленных языков в фантастике тесно связана с гипотезой Сепира-Уорфа, предполагающей, что мышление очень сильно связано с языком, на котором человек формулирует свои мысли. С другой стороны обыграл эту гипотезу Хайнлайн, описавший в рассказе «Бездна» язык спидток, ускоряющий мышление.
Другим интересным примером «лингвистической» фантастики может служить сатирический рассказ Шекли «Потолкуем малость?», где он описал столкновение лингвиста с языком, не поддающимся изучению.
В литературе XXI века ярким примером сюжета, построенного вокруг вымышленного языка, является роман Чайны Мьевиля «Посольский город» (2011). Для аборигенов планеты Ариека слова их языка тождественны предметам и явлениям, которые они обозначают, а не являются их символами. Соответственно, ариекаи не в состоянии описать что-то, чего никогда не было в реальности, не способны ни солгать, ни высказать отвлечённые суждения. Чтобы ввести в язык новую метафору, им приходится организовывать её аналог в реальности; например, чтобы иметь возможность говорить «это все равно что пытаться склеить разбитый камень», нужно хоть раз при свидетелях разбить камень и попытаться его склеить. Встреча с людьми, которые свободно говорят о небывалых вещах, приводит к тяжелому кризису цивилизации ариекаев.

## Лингвистические особенности
Важной лингвистической характеристикой любого искусственного языка является его апостериорность или априорность, то есть ответ на вопрос, соответствует ли искусственный язык одному из естественных. На самом деле априорность и апостериорность языка относительна, и тот или иной искусственный (в том числе — вымышленный) язык лежит на той или иной точке плавной шкалы, с одной стороны которой будет что-то вроде Basic English, а с другой — философские языки вроде Ро.
К вымышленным языкам, явным образом производным от существующих естественных, относятся языки альтернативной истории, при создании которых авторы пытаются решить вопрос, как выглядели бы привычные нам языки, если бы история пошла по другому пути, и языки, прогнозирующие будущие стадии развития естественных языков. Разработка апостериорных языков альтернативной истории — хобби д-ра Дэвида Петерсона, который также известен как разработчик дотракийского языка.

## Способ подачи в художественных произведениях
В тех случаях, когда вымышленный язык является достаточно проработанным искусственным языком, перед автором встаёт вопрос, как познакомить с ним читателя, не нарушив законы художественности. Интересный приём использовал Барри Лонгиер в своей знаменитой повести «Враг мой»: здесь читатель изучает дракский язык вместе с главным героем-землянином Уиллисом Дэвиджем в ходе общения того с инопланетянином Джерри.

### Энциклопедии вымышленных языков
- Tim Conley, Stephen Cain. Encyclopedia of Fictional and Fantastic Languages. — Greenwood Publishing Group, 2006. — 236 p. — ISBN 9780313021930.
- Stephen D. Rogers. The Dictionary of Made-Up Languages: From Elvish to Klingon, the Anwa, Reella, Ealray, Yeht (Real) Origins of Invented Lexicons. — Adams Media, 2011. — ISBN 9781440530395.

### Монографии и учебники
- д. ф. н. Марина Юрьевна Сидорова, к. ф. н. Оксана Николаевна Шувалова. Интернет-лингвистика: вымышленные языки. — М.: 1989.ру, 2006. — 184 с. — ISBN 5-98789-005-5.
- David J. Peterson. The Art of Language Invention: From Horse-Lords to Dark Elves, the Words Behind World-Building. — Penguin Publishing Group, 2015. — 292 с. — ISBN 9780143126461.

### Статьи
- д. ф. н. Марина Юрьевна Сидорова, к. ф. н. Оксана Николаевна Шувалова. Интернет-лингвистика: вымышленные языки. — М.: 1989.ру, 2006. — 184 с. — ISBN 5-98789-005-5.
- к. ф. н. Оксана Николаевна Шувалова. Вымышленные языки как предмет «наивной» и научной лингвистики. Портал «Слово» (2 ноября 2013). Дата обращения: 29 мая 2015.
- Скворцов В. В. Жанровое разнообразие лингвистической фантастики // Современные исследования социальных проблем (электронный научный журнал). — 2013. — № 9(29). — doi:10.12731/2218-7405-2013-9-91.
- Александр Петров. Зачем люди придумывают языки? // «Популярная механика». — 2012. — № 4.
- Артём Лучко. 10 вымышленных языков: От «Гарри Поттера» через «Игру престолов» к «Sims» // Look At Me. — 20 января 2014.
- Александр Пиперски. Артланги: искусственные языки в литературе и в кино. ПостНаука (10 августа 2015). Дата обращения: 24 августа 2015.

### Лекции и радиопередачи
- к.ф.н. Дмитрий Кралечкин и к.ф.н. Василий Кузнецов. Язык фантастики и фантастические языки, семинар «Московского философского колледжа» из серии «Философия фантастики», 28 февраля 2015 года
- Станислав Анисимов и др. Вымышленные языки в кино. Часть 1, Эхо Москвы, 26 апреля 2012, 01:03
- О. Н. Шувалова «Вымышленные языки в интернете». Филфак МГУ, спецкурс